# Damalis angola
Damalis angola är en tvåvingeart som beskrevs av Jason Gilbert Hayden Londt 1989. Damalis angola ingår i släktet Damalis och familjen rovflugor.
Artens utbredningsområde är Angola. Inga underarter finns listade i Catalogue of Life.